# Miroslav Mareš

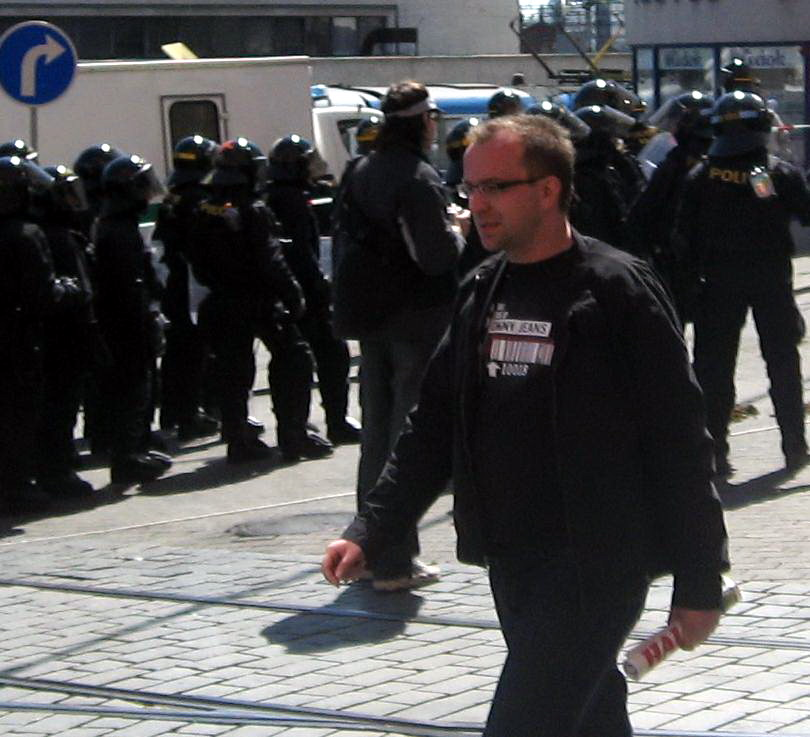
Miroslav Mareš, am 1. Mai 2007 in Brünn, als Beobachter einer Demonstration von Anhängern der neonazistischen Bewegung Národní odpor (Nationaler Widerstand), die von der Polizei aufgelöst wurde.

Miroslav Mareš (* 8. April 1974 in Brünn) ist ein tschechischer Jurist und Politikwissenschaftler. Er ist Professor für Politikwissenschaft an der Masaryk-Universität in Brünn (tschechisch Brno).

## Leben
Mareš studierte Politikwissenschaften (Mgr. 1997) und Rechtswissenschaften (Mgr. 1999) an der Masaryk-Universität in Brünn und 1993 an der Ruhr-Universität Bochum. 2000 erwarb er einen JUDr. an der Juristischen Fakultät sowie 2002 einen PhDr. und PhD. an der Fakultät der Sozialstudien in Brünn. Nachdem er als Fachassistent am Lehrstuhl der Politikwissenschaft tätig war, ging er 2003/04 als DAAD-Gastdozent für die Studiengänge „European Studies“ bei Beate Neuss im Rahmen der „Gastprofessur EU-Osterweiterung und die Staaten Mitteleuropas“ an die Philosophische Fakultät der Technischen Universität Chemnitz, wo er u. a. eine Vorlesung zum politischen System Tschechiens hielt.
Im Jahr 2005 folgte die politikwissenschaftliche Habilitation in Brünn zum Thema „Terrorismus in Tschechien nach 1989“. Danach wurde er wissenschaftlicher Mitarbeiter (offiziell jmenování docentem) am Institut für Vergleichende Studien und Leiter der Abteilung für Sicherheits- und Strategiestudien des Lehrstuhls für Politikwissenschaft der Fakultät der Sozialstudien der Masaryk-Universität in Brünn. 2007 wirkte er am Institute on Global Conflict and Cooperation (IGCO) der University of California, San Diego in den USA. Seit 2014 ist er Professor für Politikwissenschaften an der Masaryk-Universität in Brünn. Mareš betreute mehrere Promotionsvorhaben.
Während zwei Auslandsaufenthalten am Haus Rissen (Institut für Politik und Wirtschaft) in Hamburg soll Miroslav Mareš anderen Mitstudenten zufolge Nazi-Lieder gebrüllt und gesungen haben. Vladimír Srb, der damalige wissenschaftliche Sekretär der Tschechischen Gesellschaft für Politikwissenschaft, tat diese Vorkommnisse jedoch als Bagatelle ab.
Er forscht intensiv zum Extremismus und Terrorismus in Ostmitteleuropa, beschäftigt sich mit Parteientheorien und Politikfeldanalysen. 2008 war er Berater für hate symbols der Organisation für Sicherheit und Zusammenarbeit in Europa (OSZE). Überdies war Mareš Referent beim Veldensteiner Kreis und Autor mehrerer Bücher und Fachartikel (u. a. im Jahrbuch Extremismus & Demokratie).

## Schriften (Auswahl)
- Pravicový extremismus a radikalismus v ČR. Barrister & Principal, Brünn 2003, ISBN 80-86598-45-4.
- mit Josef Smolík, Marek Suchánek: Fotbaloví chuligáni. Evropská dimenze subkultury. Barrister & Principal, Brünn 2004, ISBN 80-903333-0-3.
- mit Petr Fiala, Petr Sokol: Eurostrany. Politické strany na evropské úrovni. Barrister & Principal, Brünn 2007, ISBN 978-80-87029-05-3.
- u. a.: Gefährliche Liebschaften. Rechtsextremismus im kleinen Grenzverkehr (= Schriften zur Demokratie. Band 10). Hrsg. von der Heinrich-Böll-Stiftung und dem Kulturbüro Sachsen, Berlin 2008, ISBN 978-3-927760-99-8.
- Right-wing extremism in the Czech Republik. Friedrich-Ebert-Stiftung, Department for Central and Eastern Europe, Berlin 2012, ISBN 978-3-86498-291-0.
- mit Astrid Bötticher: Extremismus. Theorien, Konzepte, Formen (= Lehr- und Handbücher der Politikwissenschaft). Oldenbourg, München 2012, ISBN 978-3-486-59793-6.
- mit Jan Holzer und Martin Laryš: Militant Right-Wing Extremism in Putin’s Russia: Legacies, Forms and Threats. Taylor & Francis Ltd., New York 2019, ISBN 113859251X.